# مارس 2006
مارس 2006 هو الشهر الثالث من عام 2006. بدأ الشهر يوم الأربعاء، وانتهى يوم الجمعة بعد 31 يومًا.

## بوابة:أحداث جارية
| \| 1 مارس 2006 (الأربعاء) \| عدل \| تاريخ \| راقب \| تصفح \| |     |       |      |      |
| - - مواجهات وقعت بين نزلاء اثنين من السجون الأردنية وقوات الأمن الأردني. (الجزيرة نت) - يان برونك حذر من إرسال قوات حلف شمال الأطلسي إلى إقليم دارفور. (الجزيرة نت) - - احتجاز ثمانية جنود كرهائن من قبل متشددين في مدينة بوزيرستان بباكستان بعد غارة شنتها القوات شبه الحكومية الباكستانية مدعومة بالمروحيات على معسكر تدريب قرب قرية سايدغاي في شمال وزيرستان. (الجزيرة نت) |     |       |      |      |
| 1 مارس 2006 (الأربعاء) | عدل | تاريخ | راقب | تصفح |

| 1 مارس 2006 (الأربعاء) | عدل | تاريخ | راقب | تصفح |

| \| 2 مارس 2006 (الخميس) \| عدل \| تاريخ \| راقب \| تصفح \| |     |       |      |      |
| - - خمسة قتلى بينهم أمريكيان في انفجارين قرب القنصلية الأميركية بكراتشي قبل يومين من زيارة بوش لباكستان. (الجزيرة.نت) - - في اتفاق تاريخي وتحول كبير لسياسة الولايات المتحدة عقد اليوم اتفاق بين الهند والولايات المتحدة بشأن التعاون النووي بين البلدين. (الجزيرة.نت) - - وصف الرئيس الإيراني السابق محمد خاتمي الهولوكوست بأنه حقيقة تاريخية بينما كان الرئيس الإيراني الحالي محمود أحمدي نجاد قد وصفه بالخرافة. (بي بي سي العربية) |     |       |      |      |
| 2 مارس 2006 (الخميس) | عدل | تاريخ | راقب | تصفح |

| 2 مارس 2006 (الخميس) | عدل | تاريخ | راقب | تصفح |

| \| 3 مارس 2006 (الجمعة) \| عدل \| تاريخ \| راقب \| تصفح \| |     |       |      |      |
| - -أعلنت السلطات السويدية اليوم الجمعة أن الاختبارات أكدت ظهور أول حالة إصابة بمرض جنون البقر، في بقرة نافقة في وسط السويد. (اذعة هولندا الدولية) - -أعلنت وزارة الدفاع الأمريكية أسماء معظم معتقلي سجن قاعدة غوانتانامو الأمريكية في كوبا وستنشر على موقع البنتاغون. وتضم المستندات سجلات قضائية فيها أسماء خمسمائة سجين مع تقييم وضعهم القتالي.(بي بي سي) |     |       |      |      |
| 3 مارس 2006 (الجمعة) | عدل | تاريخ | راقب | تصفح |

| 3 مارس 2006 (الجمعة) | عدل | تاريخ | راقب | تصفح |

| \| 4 مارس 2006 (السبت) \| عدل \| تاريخ \| راقب \| تصفح \| |     |       |      |      |
| - الشرطة الإسرائيلية تجلي ثلاثة يهود من داخل كنيسة البشارة بمدينة الناصرة بعد أن فجروا مفرقعات داخلها. وألحق الهجوم أضراراً مادية، وأعلن وزير الداخلية جدعون عيزرا أن الأمر لا يتعلق بمحاولة اعتداء وأن منفذ هذا الحادث تصرف لأسباب عائلية على حد تعبيره. (الجزيرة.نت) - يبدأ الرئيس الفرنسي جاك شيراك السبت زيارة دولة إلى السعودية تستمر يومين هي الرابعة له إلى هذا البلد، سيحاول خلالها إقناع المسؤولين في المملكة بشراء مقاتلات فرنسية من طراز رافال ونظام مراقبة الحدود ميكسا، وتبلغ قيمة الواردات الفرنسية من السعودية التي تملك 25% من الاحتياطات النفطية العالمية تبلغ ثلاثة مليارات يورو سنوياً مقابل 1.3 مليار من الصادرات الفرنسية إلى المملكة. (ميدل ايست أونلاين) - تلقت وزارة الخزانة الأمريكية طلباً من شركة موانيء دبي العالمية للبدء في إجراء مراجعة ثانية لخطط الشركة للسيطرة على إدارة ستة موانئ أمريكية، والصفقة أثارت انتقادات كثيرة بالكونغرس وبعض الانتقادات العنصرية ضد العرب. - أعلن رئيس الوزراء الإسرائيلي بالوكالة إيهود أولمرت تحويل المسجد الأحمر في صفد إلى مقر انتخابي لحزب كاديما. ووضعت مكاتب ومقاعد بداخل المسجد لإدارة الحملة الانتخابية، ومنع الشيخ رائد صلاح رئيس الحركة الإسلامية في إسرائيل من دخول المسجد. (العربية.نت) |     |       |      |      |
| 4 مارس 2006 (السبت) | عدل | تاريخ | راقب | تصفح |

| 4 مارس 2006 (السبت) | عدل | تاريخ | راقب | تصفح |

| \| 5 مارس 2006 (الأحد) \| عدل \| تاريخ \| راقب \| تصفح \| |     |       |      |      |
| - - يدرس الاتحاد الدولي لكرة القدم الفيفا مع السلطات الألمانية احتمال إلغاء بطولة كأس العالم لكرة القدم 2006 المقرر في ألمانيا في حال تحول فيروس إنفلونزا الطيور إلى جائحة. (العربية.نت) - - دعا أيمن الظواهري في شريط فيديو بثته قناة الجزيرة مساء السبت حركة المقاومة الإسلامية حماس إلى مواصلة الكفاح المسلح وعدم احترام اتفاقات الاستسلام الموقعة بين السلطة الفلسطينية وإسرائيل. ودعا إلى مقاطعة البلدان الغربية التي نشرت الرسوم الكاركتورية المسيئة للمسلمين. (فرانس برس) - - يتنافس على جائزة الأوسكار اليوم الفيلم الفلسطيني الجنة الآن مع 5 أفلام أخرى للحصول على جائزة أفضل فيلم غير أمريكي. () |     |       |      |      |
| 5 مارس 2006 (الأحد) | عدل | تاريخ | راقب | تصفح |

| 5 مارس 2006 (الأحد) | عدل | تاريخ | راقب | تصفح |

| \| 6 مارس 2006 (الإثنين) \| عدل \| تاريخ \| راقب \| تصفح \| |     |       |      |      |
| - حركة المقاومة الإسلامية "حماس" :متمسكون بالمقاومة ونقبل النصيحة ولكن نحتاج للدعم. - إيران تهدد باستأنف تخصيب اليورانيوم على نطاق واسع إذا ما أحيل ملفها النووي إلى مجلس الأمن . - نددت منظمة العفو الدولية باحتجاز نحو 14 ألف سجين في العراق دون تهمة أو محاكمة قائلة اليوم الاثنين أنه لم يتم الاستفادة من دروس فضيحة الانتهاكات في سجن أبو غريب (فرانس برس). - فيلم "تصادم" يفوز بجائزة الأوسكار كأحسن فيلم . |     |       |      |      |
| 6 مارس 2006 (الإثنين) | عدل | تاريخ | راقب | تصفح |

| 6 مارس 2006 (الإثنين) | عدل | تاريخ | راقب | تصفح |

| \| 7 مارس 2006 (الثلاثاء) \| عدل \| تاريخ \| راقب \| تصفح \| |     |       |      |      |
| - - اعلن وزير الخارجية السعودي الامير سعود الفيصل ان بلاده ستستقبل قياديي حركة حماس دون "اي شروط".وكان الرئيس الفرنسي جاك شيراك دعا حماس من الرياض في بزيارته الرسمية إلى التخلي عن العمل المسلح والاعتراف بإسرائيل والالتزام بالاتفاقيات الموقعة سابقا.(فرانس برس) - - اعلن الرئيس العراقي جلال طالباني ان مجلس النواب الجديد سيعقد جلسته الأولى الأحد المقبل فيما يستمر اعتراض الأحزاب الكردية وجبهة التوافق على تولي رئيس الوزراء المنتهية ولايته إبراهيم الجعفري لمنصب رئيس الوزراء. (فرانس برس) - - أفرجت السلطات الجزائرية، أمس الاثنين عن علي بلحاج المسئول الثاني السابق في الجبهة الإسلامية للإنقاذ. وتم الإفراج عن "علي بلحاج" في إطار تطبيق ميثاق السلم والمصالحة الوطنية، الذي اقترحه الرئيس الجزائري عبد العزيز بوتفليقة، وتم تبنيه في سبتمبر عبر استفتاء شعبي. (إذاعة هولندا العالمية) - هزت ثلاثة انفجارات العاصمة الأثيوبية أديس أبابا الثلاثاء سقط خلالها أربعة مصابين (سي إن إن) - وزير العدل الأميركي يدافع عن معتقل غوانتانامو (إذاعة هولندا العالمية) - جنوب إفريقيا تعتزم فتح سفارة في العراق (إذاعة هولندا العالمية) - روسيا تنفي وجود خطة جديدة بشأن برنامج إيران النووي (إذاعة هولندا العالمية) - - الحكومة اليابانية تقر مشروع قانون يطالب بتصوير الأجانب، وأخذ بصماتهم لدى وصولهم للبلاد؛ للمساعدة في التصدي للإرهاب. (إذاعة هولندا العالمية) |     |       |      |      |
| 7 مارس 2006 (الثلاثاء) | عدل | تاريخ | راقب | تصفح |

| 7 مارس 2006 (الثلاثاء) | عدل | تاريخ | راقب | تصفح |

| \| 8 مارس 2006 (الأربعاء) \| عدل \| تاريخ \| راقب \| تصفح \| |     |       |      |      |
| - - اليوم الدولي لحقوق المرأة - - اعلنت مصادر عراقية ان الشرطة العراقية عثرت ليل الثلاثاء الاربعاء على 24 جثة مجهولة الهوية في العراق حيث قتل تسعة عراقيين وجرح 15 آخرون في هجمات الاربعاء. - - اتهم وزير الدفاع الاميركي دونالد رامسفيلد الحرس الثوري الإيراني بالقيام بعمليات تسلل إلى العراق محذرا طهران من انها ترتكب بذلك "خطأ". - - يحتفل العالم بعيد المرأة العالمى الأربعاء الثامن من شهر مارس أذار الحالي، وتركزأنشطة هذا العام على تنمية مواهب النساء، وقدراتهن على مقاومة الاضطهاد لكي تتاح أمامهن الفرصة لتحقيق أحلامهن. - - خرج آلاف المتظاهرين في شوارع العاصمة السودانية الخرطوم، للاحتجاج على مقترحات لتولي الأمم المتحدة مهام حفظ السلام في دارفور بدلا من الاتحاد الأفريقي. - - وافق البنك الدولي على منح الفلسطينيين 42 مليون دولار في صورة مساعدات عاجلة في محاولة لحماية الحكومة الحالية من الانهيار. - - تحتفل الأوساط الرسمية في سوريا، اليوم الأربعاء، بالذكرى الثالثة والأربعين لما يعرف بثورة الثامن من آذار (انقلاب 1963)، التي استلم على إثرها حزب البعث مقاليد السلطة في البلاد. |     |       |      |      |
| 8 مارس 2006 (الأربعاء) | عدل | تاريخ | راقب | تصفح |

| 8 مارس 2006 (الأربعاء) | عدل | تاريخ | راقب | تصفح |

| \| 9 مارس 2006 (الخميس) \| عدل \| تاريخ \| راقب \| تصفح \| |     |       |      |      |
| - - صوتت لجنة في مجلس النواب بأغلبية ساحقة على عرقلة تولي شركة موانيء دبي العالمية إدارة ستة موانئ في الولايات المتحدة الأمريكية. ووافقت اللجنة بأغلبية 62 صوتا مقابل صوتين فقط على منع الشركة الإماراتية المملوكة للدولة من إدارة مرافيء شحن أمريكية.بي بي سي - - الرئيس الإيراني يتحدى الولايات المتحدة ويحذرها من العواقب الوخيمة إذا ما قامت الأمم المتحدة بفرض عقوبات على إيران بشأن برنامجها النووي. بي بي سي - موانئ دبي العالمية تعلن تضمين صفقة الموانئ لشركة أمريكية (سي إن إن) - - انتهاء عملية احتجاز الرهائن بإحدى المدارس الثانوية في فرنسا مساء الخميس، باستسلام المدرس الخاطف. (سي إن إن) - آية الله علي خامنئي، يصرح بأن تركيز الولايات المتحدة على الملف النووي الإيراني ما هو إلا "ذريعة" لاستمرار "الحرب النفسية" ضد طهران ونظامها الإسلامي. (سي إن إن) - طائرة وتفجيرها فوق البيت الأبيض (سي إن إن) - وزارة الداخلية العراقية فتحت تحقيقا في حادث اختطاف 50 حارسا في شركة أمن خاصة، من قبل مسلحين في لباس مغاوير من الشرطة العراقية. (سي إن إن) - - السلطات العراقية للمرة الأولى منذ إطاحة الرئيس العراقي صدام حسين عام 2003، تعدم 13 شخص. (سي إن إن) - - متحدث عسكري أمريكي: الجيش الأمريكي سيغلق سجن أبو غريب ربما خلال ثلاثة شهور وسينقل السجناء إلى سجون أخرى في العراق. (العربية) - أولمرت يؤكد أن حدود إسرائيل النهائية ستتضح في عام 2010 (العربية) |     |       |      |      |
| 9 مارس 2006 (الخميس) | عدل | تاريخ | راقب | تصفح |

| 9 مارس 2006 (الخميس) | عدل | تاريخ | راقب | تصفح |

| \| 10 مارس 2006 (الجمعة) \| عدل \| تاريخ \| راقب \| تصفح \| |     |       |      |      |
| - - قتل 26 شخصاً على الأقل وجرح سبعة آخرين بانفجار لغم أرضي في حافلة تقل العشرات جنوب غرب باكستان. (سي إن إن) (بي بي سي) - جلال طالباني يرجئ الجلسة الافتتاحية للبرلمان لمدة أسبوع بعد انتهاء المهلة التي حددها الدستور. (سي إن إن) - - تحطم طائرة حربية أرجنتينية لدى إقلاعها من مطار لاباز في بوليفيا. (بي بي سي) - - حذرت واشنطن من أن البرنامج النووي الإيراني يعتبر واحداً من أخطر التحديات التي تواجه الولايات المتحدة. (بي بي سي) - - من نيويورك، وليد جنبلاط سيضغط من أجل انتخابات رئاسة مبكرة في لبنان. (بي بي سي) |     |       |      |      |
| 10 مارس 2006 (الجمعة) | عدل | تاريخ | راقب | تصفح |

| 10 مارس 2006 (الجمعة) | عدل | تاريخ | راقب | تصفح |

| \| 11 مارس 2006 (السبت) \| عدل \| تاريخ \| راقب \| تصفح \|                                                                             |     |       |      |      |
| - وفاة الرئيس اليوغسلافي السابق سلوبودان ميلوسيفيتش في سجنه بلاهاي. (بي بي سي) - ميشال باشيلي يتم تنصيبها كأول رئيسة على جمهورية تشيلي |     |       |      |      |
| 11 مارس 2006 (السبت) | عدل | تاريخ | راقب | تصفح |

| 11 مارس 2006 (السبت) | عدل | تاريخ | راقب | تصفح |

| \| 12 مارس 2006 (الأحد) \| عدل \| تاريخ \| راقب \| تصفح \| |     |       |      |      |
| - تنطلق الأحد بحلبة البحرين الدولية في العاصمة المنامة منافسات الجائزة الكبرى للبحرين لسباقات الفورمولا وان والتي تشكل أولى مراحل بطولة العالم. وتعتبر هذه المرة الثالثة التي تحتضن فيها البحرين إحدى جولات بطولة العالم في سباقات الفورمولا وان.(بي بي سي) - أحتمال وجود إصابة ثالثة في أمريكا من مرض جنون البقر. - ميشيل باشيليت أول امرأة تتولى منصب الرئيس في شيلي. - استؤنفت صباح اليوم الاحد في بغداد لجلسة الخامسة عشر من محاكمة صدام حسين وسبعة من معاونيه.(بي بي سي) - قررت الجزائر شراء أسلحة روسية بقيمة 7.5 مليار دولار مقابل الغاء موسكو لديونها المستحقة على هذا البلد. (بي بي سي) - قالت حركة المقاومة الإسلامية حماس إنها تلقت دعما سعوديا "ممتازا" للسلطة الفلسطينية خلال زيارتها للسعودية (بي بي سي) - أعلنت إيران الأحد أنّها لم تعد مهتمة بعرض يقضي بتخصيب اليورانيوم في روسيا، وأنها بدلا من ذلك تنوي القيام بذلك داخل أراضيها (سي إن إن). - أحرز الأهلي المصري بطولة أفريقيا للكرة الطائرة الخامسة والعشرين (سي إن إن). |     |       |      |      |
| 12 مارس 2006 (الأحد) | عدل | تاريخ | راقب | تصفح |

| 12 مارس 2006 (الأحد) | عدل | تاريخ | راقب | تصفح |

| \| 14 مارس 2006 (الثلاثاء) \| عدل \| تاريخ \| راقب \| تصفح \| |     |       |      |      |
| - اكد وزير الامن الداخلي الإسرائيلي جدعون عزرا ان الجيش الإسرائيلي الذي يحاصر اليوم الثلاثاء سجن اريحا يعتزم اعتقال ناشطي الجبهة الشعبية لتحرير فلسطين المعتقلين في السجن وبينهم امين عام الجبهة أحمد سعدات. - انهيارت حادة في سوق الأسهم في السعودية والخليجية. |     |       |      |      |
| 14 مارس 2006 (الثلاثاء) | عدل | تاريخ | راقب | تصفح |

| 14 مارس 2006 (الثلاثاء) | عدل | تاريخ | راقب | تصفح |

| \| 15 مارس 2006 (الأربعاء) \| عدل \| تاريخ \| راقب \| تصفح \| |     |       |      |      |
| - إسرائيل تستجوب عشرات المعتقلين في سجن اريحا وبينهم الامين العام للجبهة الشعبية لتحرير فلسطين أحمد سعدات - عثرت السلطات العراقية على عشرات الجثث في موقعين شهدا وقوع مجازر جماعية، ووصل عدد الجثث التي تم العثور عليها في الأربع والعشرين ساعة الماضية إلى أكثر من 80 جثة . - محكمة حقوق الإنسان الأوروبية ترد دعوى صدام حسين ضد 21 دولة أوروبية ساهمت في حملة غزو العراق 2003 التي قادتها الولايات المتحدة ضد العراق، بدعوى أن القضية خارج نطاق اختصاصها . - قالت لجنة التحقيق الدولية في اغتيال رئيس الوزراء اللبناني الأسبق، رفيق الحريري، الثلاثاء إن الرئيس السوري بشار الأسد ونائبه فاروق الشرع وافقا، وللمرة الأولى، على الإلتقاء بمحققيها |     |       |      |      |
| 15 مارس 2006 (الأربعاء) | عدل | تاريخ | راقب | تصفح |

| 15 مارس 2006 (الأربعاء) | عدل | تاريخ | راقب | تصفح |

| \| 16 مارس 2006 (الخميس) \| عدل \| تاريخ \| راقب \| تصفح \| |     |       |      |      |
| - من المقرر أن تعقد اليوم أولى جلسات مجلس النواب العراقي الجديد وذلك بعد ثلاثة أشهر من اعلان النتائج النهائية للانتخابات البرلمانية العراقية . - حكومة الولايات المتحدة تحث زين العابدين بن علي على انفتاح ديمقراطي أكبر في تونس - اللجنة التنفيذية لمنظمة التحرير الفلسطينية تعقد اجتماعا لبحث العدوان الإسرائيلي على سجن أريحا واعتقال أحمد سعدات. |     |       |      |      |
| 16 مارس 2006 (الخميس) | عدل | تاريخ | راقب | تصفح |

| 16 مارس 2006 (الخميس) | عدل | تاريخ | راقب | تصفح |

| \| 17 مارس 2006 (الجمعة) \| عدل \| تاريخ \| راقب \| تصفح \| |     |       |      |      |
| - قال الجيش الأمريكي إنه بدأ الخميس عملية عسكرية كبرى قرب سامراء في العراق تستهدف المسلحين والمقاتلين الأجانب من المقاومة العراقية، مشيرا إلى أن هذه العملية قد تستغرق أياما . - فتح لن تشارك في حكومة تقودها حماس بعد أن فشل الطرفان في التوصل إلى اتفاق حول برنامج حماس السياسي - أكد رئيس محكمة العدل الدولية في لاهاي بهولندا أن النتائج الأولية لفحوص أجريت على عينة من دم الرئيس اليوغسلافي السابق سلوبودان ميلوسيفيتش، لم تظهر أي مؤشرات على أن وفاته نتجت عن التسمم . - أقر الاتحاد الدولي لكرة القدم (فيفا) الخميس إجراءات لمكافحة العنصرية، تقضي بحرمان الفرق المخالفة لها من الاشتراك في المسابقات لمدة تزيد على عامين . - أكد مسؤولون إسرائيليون أن الألوف من طيور الدجاج وديك الحبش نفقت في جنوب البلاد بسبب الاصابة بالفيروس القاتل H5N1 لمرض إنفلونزا الطيور. بي بي سي |     |       |      |      |
| 17 مارس 2006 (الجمعة) | عدل | تاريخ | راقب | تصفح |

| 17 مارس 2006 (الجمعة) | عدل | تاريخ | راقب | تصفح |

| \| 18 مارس 2006 (السبت) \| عدل \| تاريخ \| راقب \| تصفح \| |     |       |      |      |
| - مسؤول بمنظمة الصحة العالمية يصرح بأن مصر أكدت اليوم أول إصابة بشرية بانفلونزا الطيور (رويترز) - رفع الحصانة البرلمانية عن عضو مجلس الشورى المصري ممدوح إسماعيل, مالك العبارة السلام 98. (رويترز) |     |       |      |      |
| 18 مارس 2006 (السبت) | عدل | تاريخ | راقب | تصفح |

| 18 مارس 2006 (السبت) | عدل | تاريخ | راقب | تصفح |

| \| 19 مارس 2006 (الأحد) \| عدل \| تاريخ \| راقب \| تصفح \| |     |       |      |      |
| - قال رئيس الوزراء العراقي المؤقت السابق إياد علاوي لبي بي سي يوم الاحد ان العراق الآن في حالة حرب أهلية . - حماس تقدم اليوم تشكيل الحكومة الجديدة إلى رئيس السلطة الفلسطينية محمود عباس مساء الاحد . - أقامت شرطة مكافحة الشغب الفرنسية الحواجز الأمنية في شوارع باريس مساء السبت في محاولة للسيطرة على الحشود الغاضبة من الطلاب والنقابات المهنية والعمالية الذين يواصلون احتجاجاتهم ضد قانون العمل الجديد - قفز المنتخب الفلسطيني 17 مركزا في لائحة ترتيب المنتخبات العالمية والتي أعلنها الاتحاد الدولي لكرة القدم (الفيفا) . |     |       |      |      |
| 19 مارس 2006 (الأحد) | عدل | تاريخ | راقب | تصفح |

| 19 مارس 2006 (الأحد) | عدل | تاريخ | راقب | تصفح |

| \| 20 مارس 2006 (الإثنين) \| عدل \| تاريخ \| راقب \| تصفح \| |     |       |      |      |
| - تعزيز الإجراءات الأمنية في العراق في الذكرى الثالثة لحملة غزو العراق 2003 وإحياء أربعينية الحسين بن علي ومخاوف متزايدة بأن البلاد ربما تتجه إلى حرب أهلية (بي بي سي). - أمرت محكمة فدرالية أمريكية محرك البحث على الإنترنت جوجل بتسليم معطيات تقنية لوزارة العدل، بما في ذلك عناوين 50 ألف موقع إلكتروني (بي بي سي). - جدل حول إدارة شركة موانئ دبي العالمية لستة موانئ أمريكية ومخاوف من تزايد ظاهرة تملك الأجانب لعقارات وأراضي في الولايات المتحدة (بي بي سي). - إيهود أولمرت القائم بأعمال رئيس الوزراء الإسرائيلي، يؤكد نيته إعادة ترسيم الحدود الإسرائيلية حال فوزه في الانتخابات الإسرائيلية (بي بي سي). - أيد جاك شيراك قرار دومينيك دو فيلبان بالمضي قدماً في تنفيذ القانون المثير للجدل الخاص بعمالة الشباب والذي قوبل بمظاهرات احتجاج عارمة (بي بي سي). - الولايات المتحدة ترفض قبول نتائج الانتخابات الرئاسية في روسيا البيضاء (بي بي سي). - إعصار لاري الاستوائي في انزفال في أقليم كوينزلاند، الساحل الشمالي الشرقي لأستراليا، يجبر الآلاف من السكان على ترك منازلهم (بي بي سي). - انهيار جزء من نفق في إحدى محطات قطارات الأنفاق في موسكو (بي بي سي). |     |       |      |      |
| 20 مارس 2006 (الإثنين) | عدل | تاريخ | راقب | تصفح |

| 20 مارس 2006 (الإثنين) | عدل | تاريخ | راقب | تصفح |

| \| 21 مارس 2006 (الثلاثاء) \| عدل \| تاريخ \| راقب \| تصفح \| |     |       |      |      |
| - عبر الرئيس الأمريكي جورج بوش عن تفاؤله خلال تقييمه الوضع في العراق في الذكرى الثالثة لغزو العراق وأظهر استطلاع للنيوزويك أن 65 المئة من الأمريكيين لا يوافقون على سياسة بوش في العراق . - أكدت السلطات المصرية وقوع إصابة بشرية ثالثة بمرض إنفلونزا الطيور في البلاد . - في استمرار لتداعيات نشر الرسوم الكاريكاتورية الساخرة من النبي محمد، تنحت وزيرة الخارجية السويدية ليله فريفلدس عن منصبها الثلاثاء إثر اتهامها بالكذب على وسائل الإعلام بشأن إغلاق موقع إلكتروني لليمين السويدي المتطرف بسبب نشر الرسوم الساخرة . |     |       |      |      |
| 21 مارس 2006 (الثلاثاء) | عدل | تاريخ | راقب | تصفح |

| 21 مارس 2006 (الثلاثاء) | عدل | تاريخ | راقب | تصفح |

| \| 22 مارس 2006 (الأربعاء) \| عدل \| تاريخ \| راقب \| تصفح \| |     |       |      |      |
| - منظمة التحرير الفلسطينية تدعو حماس لتغيير برنامجها - علي خامنئي يؤيد إجراء محادثات مع الولايات المتحدة بشأن العراق . - بدأت الشرطة البريطانية التحقيق حول مزاعم بيع رئيس الوزراء توني بلير لمقاعد في مجلس اللوردات مقابل قروض سرية تلقاها حزب العمال البريطاني الحاكم |     |       |      |      |
| 22 مارس 2006 (الأربعاء) | عدل | تاريخ | راقب | تصفح |

| 22 مارس 2006 (الأربعاء) | عدل | تاريخ | راقب | تصفح |

| \| 23 مارس 2006 (الخميس) \| عدل \| تاريخ \| راقب \| تصفح \| |     |       |      |      |
| - جورج دبليو بوش يحث الزعماء العراقيين أن يشكلوا حكومة وعلى نحو عاجل حيث ما زالت الجماعات السياسية العراقية المختلفة عاجزة عن الاتفاق على شخصية رئيس الحكومة وذلك بعد مرور 3 أشهر على الانتخابات العراقية بي بي سي. - - أعلنت حركة المقاومة الإسلامية "حماس" أنها تعتزم تقديم تشكيلة الحكومة الجديدة برئاسة إسماعيل هنيّة، أمام المجلس التشريعي الفلسطيني بعد ساعات من رفض اللجنة التنفيذية لمنظمة التحرير الفلسطينية الأربعاء التشكيلة الحكومية التي اقترحتها "حماس" سي إن إن. - - أعلن مسؤول إندونيسي رفيع في مكافحة الإرهاب أن متشددا إندونيسيا شابا على صلة وثيقة بتنظيم القاعدة، يتزعم حاليا الجماعة الإسلامية الإندونيسية التي تصنف ضمن المنظمات الإرهابية في جنوب شرق آسيا سي إن إن - - أعرب الرئيس الأمريكي جورج بوش عن قلقه العميق إزاء محاكمة الأفغاني عبد الرحمن (41 عاما) لارتداده عن الإسلام واعتناقه المسيحية سي إن إن - - تل 11 من رجال الشرطة العراقية وأصيب 32 آخرون غالبيتهم من الشرطة الجزيرة نت - - أكدت منظمة إيتا الانفصالية الإسبانية دعوتها لوقف دائم لإطلاق النار في إقليم الباسك، تمهيدا لعملية سلام تعترف فيها الحكومة بحقوق شعب الباسك. الجزيرة نت - - قائد الجيش التايلندي لا يرى حاجة ماسة لفرض قانون الطوارئ بسبب احتجاجات المعارضة المطالبة باستقالة رئيس الوزراء تاكسين شيناواترا. الجزيرة نت - - حث منسق الشؤون الإنسانية في الأمم المتحدة يان إيغلاند السودان على الموافقة على نشر قوات حفظ سلام دولية في إقليم دارفور. الجزيرة نت - - استشهد فلسطينيان في قطاع غزة بصاروخ إسرائيلي خلال غارة استهدفتهما عندما كانا يحاولان إطلاق صواريخ يدوية الصنع الجزيرة نت - - نفى وزير الخارجية السابق ناجي صبري أن يكون قدم قبل أشهر من الحرب على العراق معلومات لوكالة الاستخبارات المركزية (CIA) حول برنامج أسلحة الدمار الشامل العراقية الجزيرة نت - - محكمة عسكرية أميركية تحكم بالسجن ستة أشهر فقط على العريف مايكل سميث الذي أدين بإساءة معاملة السجناء العراقيين في سجن أبوغريب الجزيرة نت |     |       |      |      |
| 23 مارس 2006 (الخميس) | عدل | تاريخ | راقب | تصفح |

| 23 مارس 2006 (الخميس) | عدل | تاريخ | راقب | تصفح |

| \| 24 مارس 2006 (الجمعة) \| عدل \| تاريخ \| راقب \| تصفح \| |     |       |      |      |
| - قتل ما لا يقل عن أربعة وعشرين شخصا في العاصمة العراقية بغداد وفي الوقت الذي من المنتظر أن يستأنف قادة الأحزاب السياسية الرئيسية في العراق مباحثاتهم بخصوص تشكيل الحكومة العراقية الجديدة - أول حالة إصابة مؤكدة بمرض إنفلونزا الطيور في الأردن - وصفت وزارة الخزانة الأمريكية قناة المنار الفضائية، التي تسيطر عليها جماعة حزب الله اللبنانية، بأنها كيان إرهابي عالمي - سجلت أسعار النفط مزيدا من الارتفاع، حيث وصل سعر برميل النفط إلى ما يقارب 64 دولارا بعد أن وصل سعره الخميس إلى 62 دولارا |     |       |      |      |
| 24 مارس 2006 (الجمعة) | عدل | تاريخ | راقب | تصفح |

| 24 مارس 2006 (الجمعة) | عدل | تاريخ | راقب | تصفح |

| \| 25 مارس 2006 (السبت) \| عدل \| تاريخ \| راقب \| تصفح \| |     |       |      |      |
| - قال محمود عباس، رئيس السلطة الوطنية الفلسطينية، إنه مستعد للتدخل إذا ألحقت الحكومة المقبلة بقيادة حركة المقاومة الإسلامية الفلسطينية (حماس) ضررا بمصالح الشعب الفلسطيني . - دعا السفير الأمريكي في العراق، زلماي خليلزاد، الزعماء العراقيين لشن حملة على الميليشيات، فيما تكافح القوى السياسية لكسر الجمود بشأن تشكيل حكومة وحدة وطنية أملا في تجنب نشوب حرب أهلية . - صوت مجلس الأمن الدولي بالإجماع، على الإسراع بوضع خطة لنشر قوات تابعة للأمم المتحدة في إقليم دارفور، في وقت لاحق من هذا العام، لتحل محل القوات التابعة للاتحاد الإفريقي . |     |       |      |      |
| 25 مارس 2006 (السبت) | عدل | تاريخ | راقب | تصفح |

| 25 مارس 2006 (السبت) | عدل | تاريخ | راقب | تصفح |

| \| 26 مارس 2006 (الأحد) \| عدل \| تاريخ \| راقب \| تصفح \| |     |       |      |      |
| - يستأنف المجلس الوزاري التنفيذي لوزراء الخارجية العرب اجتماعه اليوم في الخرطوم في إطار التحضير للقمة العربية المزمع عقدها في العاصمة السودانية يوم الثلاثاء المقبل (بي بي سي). - أعلنت جبهة البوليزاريو التي تقاتل من أجل استقلال الصحراء الغربية رفضها للإعلان المغربي السبت بشأن خطة جديدة تتعلق بالإقليم (بي بي سي). - نفى جهاز الاستخبارات الخارجية الروسية تقريرا لوزارة الدفاع الأمريكية "البنتاغون" زعم أن السفير الروسي لدى العراق، قد مرر معلومات للرئيس العراقي المخلوع صدام حسين، حول إستراتيجية الجيش الأمريكي وتحركات قواته نحو العاصمة بغداد إبان غزو العراق 2003 (سي إن إن) - قال عدد من أفراد الجالية الفلسطينية المقيمين في العراق إنهم تلقوا تهديدا من جهة مجهولة تطالبهم بالخروج من العراق، مشيرين إلى منشورات تحمل توقيع سرايا يوم الحساب (الجزيرة نت). - مئات الآلاف يتظاهرون في لوس أنجلوس بولاية كاليفورنيا ضد تعديل قانون الهجرة واعتبروه متشددا حيال المهاجرين السريين في الولايات المتحدة (الجزيرة نت). |     |       |      |      |
| 26 مارس 2006 (الأحد) | عدل | تاريخ | راقب | تصفح |

| 26 مارس 2006 (الأحد) | عدل | تاريخ | راقب | تصفح |

| \| 27 مارس 2006 (الإثنين) \| عدل \| تاريخ \| راقب \| تصفح \| |     |       |      |      |
| - اشتباكات بين ميليشيات جيش المهدي التابعة للزعيم الشيعي مقتدى الصدر والقوات الأمريكية في شمال شرق بغداد . - من المقرر أن يصوت المجلس التشريعي اليوم على منح الثقة لتشكيلة الحكومة الجديدة التي اقترحتها حركة المقاومة الإسلامية حماس على الرئيس الفلسطيني محمود عباس - أعلنت المحكمة الأفغانية، التي تنظر في قضية أفغاني ارتد عن الإسلام، رفضها النظر في القضية لعدم كفاية الأدلة، ومن المنتظر أن يتم إطلاق سراحه قريباً . - أعلن فريق من العلماء في شمال شرق إثيوبيا، العثور على لكائن شبيه بالإنسان، يمكن أن تساعد في سد الفجوة في الأبحاث الخاصة بأصول الجنس البشري |     |       |      |      |
| 27 مارس 2006 (الإثنين) | عدل | تاريخ | راقب | تصفح |

| 27 مارس 2006 (الإثنين) | عدل | تاريخ | راقب | تصفح |

| \| 28 مارس 2006 (الثلاثاء) \| عدل \| تاريخ \| راقب \| تصفح \| |     |       |      |      |
| - الإسرائيليون يصوتون اليوم في الانتخابات العامة وتشير آخر استطلاعات الرأي إلى ان حزب كاديما، الذي اسسه رئيس الوزراء الإسرائيلي المريض أرئيل شارون، سيحصل على أكبر عدد من الاصوات . - يواجه الجيش الأمريكي في العراق عاصفة سياسية متنامية بشأن إغارة على مجمع يضم مسجدا في بغداد خلفت عشرين قتيلا كانوا يؤدون صلاة المغرب داخل المسجد . - أعلن مسؤول بمنظمة الصحة العالمية أن امرأة مصرية توفيت بمرض إنفلونزا الطيور لتصبح ثاني مصرية يقتلها الفيروس . - طالب الرجل الثاني في النظام العراقي المخلوع، عزة إبراهيم الدوري، القادة العرب المجتمعين في الخرطوم على ضرورة "إتخاذ قرارات سريعة وجريئة وواضحاً بالاعتراف بالمقاومة العراقية،" التي وصفها بالممثل الشرعي والوحيد لشعب العراق . |     |       |      |      |
| 28 مارس 2006 (الثلاثاء) | عدل | تاريخ | راقب | تصفح |

| 28 مارس 2006 (الثلاثاء) | عدل | تاريخ | راقب | تصفح |

| \| 29 مارس 2006 (الأربعاء) \| عدل \| تاريخ \| راقب \| تصفح \| |     |       |      |      |
| - فيما تشير النتائج غير النهائية للانتخابات البرلمانية الإسرائيلية إلى تحقيق "حزب كاديما" لفوز "دون التوقعات" حصل خلالها الحزب على 28 مقعداً في الكنيست، أبدى رئيس الوزراء الإسرائيلي بالإنابة إيهود أولمرت استعداده لتقديم تنازلات للفلسطينيين . - وجه الرئيس الفلسطيني محمود عباس دعوة إلى ايهود اولمرت زعيم حزب كاديما الفائز في الانتخابات الإسرائيلية، إلى التخلي عن خطة الانسحاب الاحادي الجانب من الضفة الغربية - استمرار أعمال العنف في العراق وعلى الصعيد السياسي، أكد وزير الخارجية العراقي هوشيار زيباري ان العراق لن يصدر ما وصفه بالثورة الديمقراطية إلى دول أخرى، مشيرا إلى أن بغداد لن تتدخل في شؤون جيرانها - تستعد عدة دول عربية وإفريقية وآسيوية اليوم (الأربعاء) لمشاهدة الكسوف الجزئي للشمس والمتوقع عند الساعة 9:40 صباحا بتوقيت غرينيتش . |     |       |      |      |
| 29 مارس 2006 (الأربعاء) | عدل | تاريخ | راقب | تصفح |

| 29 مارس 2006 (الأربعاء) | عدل | تاريخ | راقب | تصفح |

| \| 30 مارس 2006 (الخميس) \| عدل \| تاريخ \| راقب \| تصفح \| |     |       |      |      |
| - تتجه وزيرة الخارجية الأمريكية إلى برلين لمناقشة الملف النووي الإيراني عن عمليات تخصيب اليورانيوم مع وزراء خارجية الدول الدائمة العضوية في مجلس الأمن الدولي بالإضافة إلى ألمانيا . - حكمت محكمة أمريكية بثلاثين سنة سجنا على الطالب السعودي-الأمريكي محمد عمر أبو علي بتهمة التخطيط لاغتيال الرئيس جورج دبليو بوش والتآمر لدعم القاعدة . - صرّح رئيس السلطة الوطنية الفلسطينية محمود عباس أن حكومة "حماس" قد "تنجح" إذا التزمت بالاتفاقيات الدولية الموقعة، وبشكل خاص اتفاق أوسلو وخريطة الطريق للسلام . - أكدت السفارة الإيطالية في العاصمة الأفغانية كابول أن الأفغاني "المرتد"، عبد الرحمن، غادر أفغانستان في طريقه إلى إيطاليا التي عرضت عليه اللجوء . |     |       |      |      |
| 30 مارس 2006 (الخميس) | عدل | تاريخ | راقب | تصفح |

| 30 مارس 2006 (الخميس) | عدل | تاريخ | راقب | تصفح |

| \| 31 مارس 2006 (الجمعة) \| عدل \| تاريخ \| راقب \| تصفح \| |     |       |      |      |
| - مقتل 50 شخصا على الاقل لدى غرق سفينة في البحرين - قتل 40 شخصا على الاقل وجرح أكثر من 300 آخرين بعدما ضرب زلزال بقوة 5.5 درجات لحقته ثلاث هزات ارتدادية منطقة لورستان شرق إيران - فجّر فلسطيني نفسه في ساعة متأخرة من الخميس بالقرب من مستوطنة يهودية "كيدوميم" في الضفة الغربية، ما أدى إلى مصرعه وأربعة آخرين على الأقل، نقلا عن مصادر طبية وأمنية إسرائيلية |     |       |      |      |
| 31 مارس 2006 (الجمعة) | عدل | تاريخ | راقب | تصفح |

| 31 مارس 2006 (الجمعة) | عدل | تاريخ | راقب | تصفح |